# František Ventura
František Ventura (* 13. August 1894 in Cerekvice nad Loučnou; † 1. Dezember 1969 in Prag) war ein tschechoslowakischer Springreiter.
Er gewann bei den Olympischen Spielen 1928 in Amsterdam auf seinem Pferd Eliot die Goldmedaille im Einzelwettbewerb.